# Elmira (Nova Iorque)
Elmira é uma cidade localizada no estado americano de Nova Iorque, no Condado de Chemung. A sua área de terra é de 7,25 milha quadradas (18,8 km2), sua população é de 26 523 habitantes (segundo o Censo dos Estados Unidos de 2020). A cidade foi fundada em 1792.